# Peene
Ne pas confondre avec Peene Becque, une rivière du nord de la France, ni avec Peene (Kent), un village au Royaume-Uni.
La Peene est un petit fleuve du nord-est de l'Allemagne en Mecklembourg-Poméranie-Occidentale qui mesure 175 kilomètres de longueur. Le cours d'eau a été en 1945 l'un des moyens de suicide privilégié par les habitants de Demmin lors du suicide de masse qui survient dans la ville après des exactions de l'Armée rouge.

## Géographie
Elle prend sa source près de Gnoien et se jette dans le lac de Kummerow, puis continue son cours jusqu'aux environs d'Anklam pour se jeter dans le Peenestrom, bras de mer de la Baltique et confluent de l'Oder dans la lagune de Szczecin. Son cours supérieur est partagé en plusieurs petites rivières qui portent le nom de Peene (Westpeene, Ostpeene, ou Kleine Peene) avant le lac de Kummerow. L'altitude de ce lac est seulement de 15 cm. Le fond de la Peene est 1,2 m sous le niveau de la mer entre la bouche et le lac de Kummerow. 

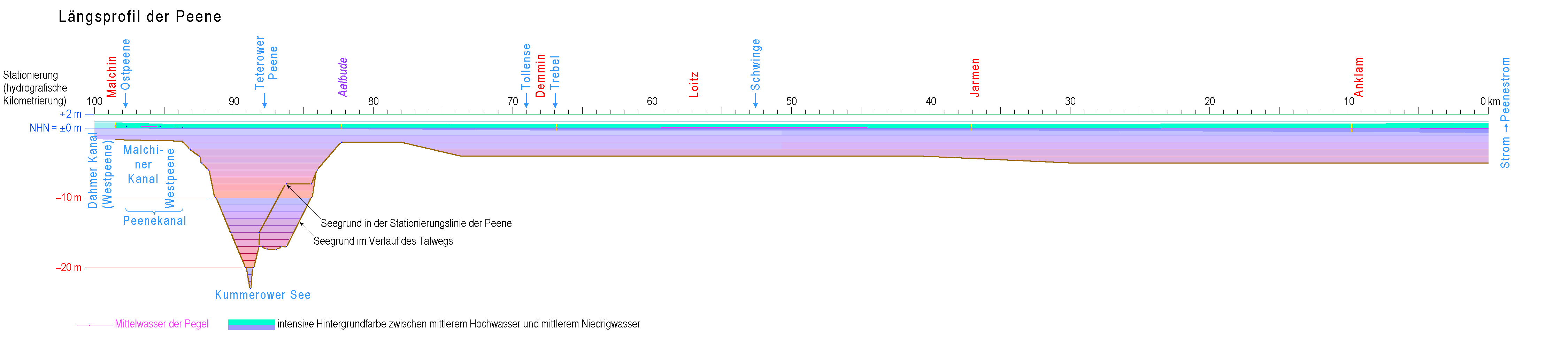
Profile longitudinale de la Peene entre le port de Malchin et la bouche au Peenestrom

## Hydrologie
Il y a inversions frequentes de la pente et du courant entre le Lac de Kummerow, la bouche de la Peene au Peenestrom près d'Anklam et la bouche du Peenestrom à la mer près de Karlshagen et Peenemünde.